# Nadir Belhadj
Nadir Belhadj (arabiska: نذير بلحاج), född 18 juni 1982, är en franskfödd algerisk professionell fotbollsspelare som för närvarande spelar i Al-Sadd från Qatar.
Belhadj började sin karriär i Ligue 1-klubben Lens, men lyckades inte komma med i A-lagstruppen. Han gick år 2002 till FC Gueugnon i Ligue 2 på lån, och skrev ett permanent kontrakt med klubben efter att ha gjort 26 framträdanden i ligan. Han spelade över 36 ligamatcher för Gueugnon innan han flyttade till CS Sedan år 2004. Där gjorde han över 60 framträdanden på två säsonger. Klubben vann även uppflyttning till Ligue 1 under hans andra säsong med dem.
I januari 2007 värvades Belhadj av storklubben Lyon för 3,24 miljoner euro och skrev ett fyra och ett halvt år långt kontrakt med klubben. Han utlånades till Sedan till slutet av säsongen och återvände till Lyon sommaren 2007. Han gjorde bara 9 framträdanden för klubben då den italienske världsmästaren Fabio Grosso ockuperade vänsterbackspositionen. Belhadj lämnade klubben i januari. Den 7 januari 2008 skrev han ett tre och ett halvt år långt kontrakt med sin förra klubb Lens, ett kontrakt värt 3,6 miljoner euro.
Den 1 september 2008 blev det känt att Portsmouth FC skulle låna Belhadj säsongen ut, och med en möjlighet att göra flytten permanent. Han debuterade för klubben den 13 september då han kom in som avbytare mot Middlesbrough på Fratton Park där Portsmouth lyckades vända 0-1 till 2-1 och vann. Belhadj hade en nyckelroll i backlinjen tillsammans med Armand Traoré. Han fanns också med från start i Portsmouths första europeiska match någonsin, en 2-0-vinst över portugisiska Vitória SC. Han gjorde en assist i matchen, ett inlägg till Jermain Defoe. Belhadj gjorde senare mål genom ett välplacerat distansskott i en bortamatch mot Sunderland. Portsmouth kom att vinna denna match med 2-1.

## Meriter
- Finalist i Coupe de la Ligue med RC Lens 2008
- Finalist i Coupe de la Ligue med CS Sedan 2005
- Uttagen till Team of the season (Säsongens bästa lag) i Ligue 2 två gånger, säsongen 2004/2005 och säsongen 2005/2006